# Toronto (New South Wales)
Toronto ist ein Vorort von Newcastle in New South Wales, Australien. Er liegt am Lake Macquarie und gehört zur Local Government Area Lake Macquarie City. 
Der Ort liegt etwa 28 Kilometer vom Stadtzentrum Newcastles entfernt am Nordwestende des Sees.

## Geschichte
Das Gebiet wurde ursprünglich vom Aborigines-Stamm Awabakal besiedelt.
1829 wurde am Ort der heutigen Stadt die Aborigines-Mission Ebenezer von Reverend Threlkeld gegründet. Beim Bau seines Kamins entdeckte Threlkeld ein schwarzes Gestein, das sich später als Kohle herausstellte. Davon leitet sich der Name des südlich von Toronto gelegene Orts Coal Point an. Die Mission wurde bis 1841 betrieben.

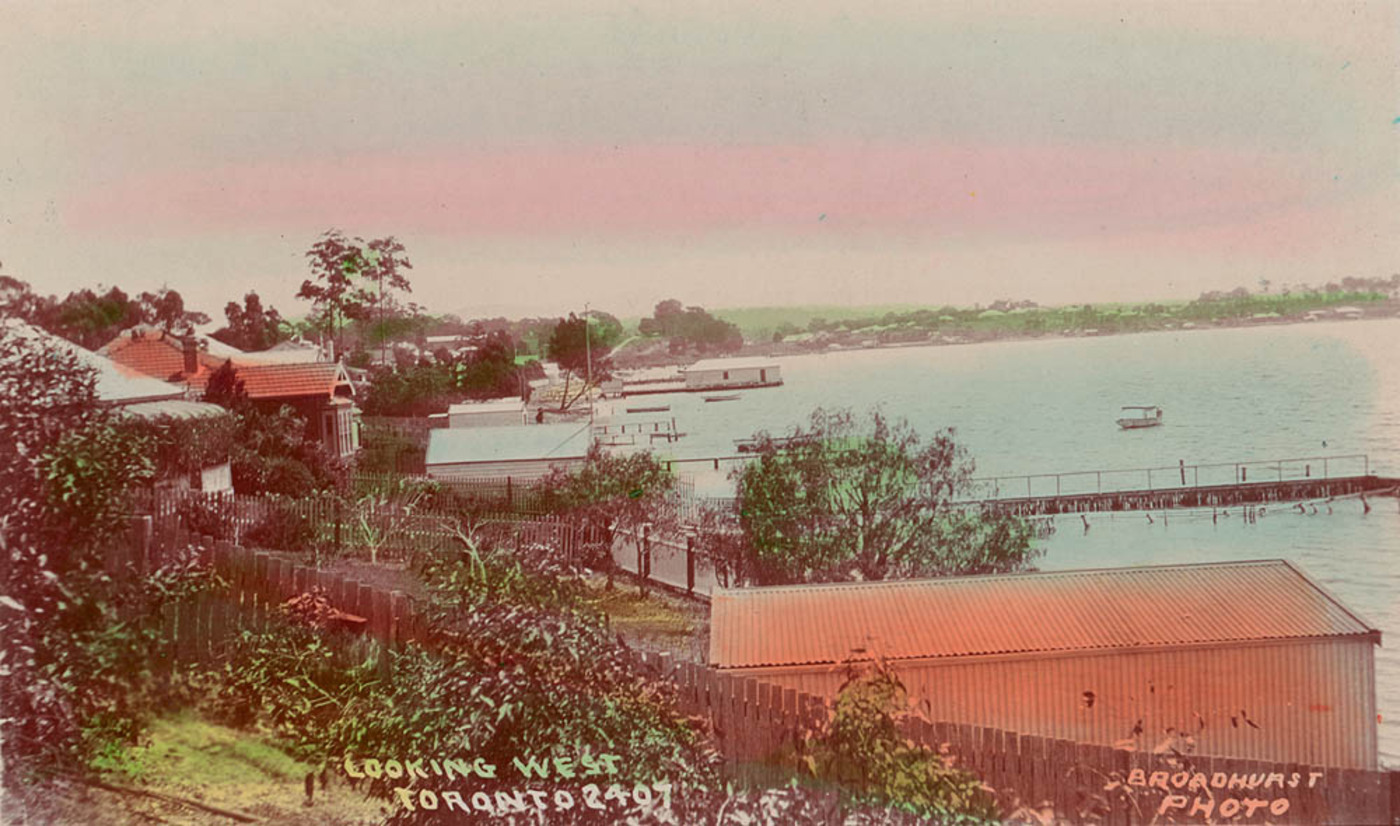
Postkarte aus den 1910er Jahren

Im Jahr 1885 erwarb die Excelsior Land, Investment and Building Co. Ltd einen Teil von Threlkelds ursprünglichem Landbesitz und teilte dieses 1887 in Flurstücke auf.
Der Ort wurde zu Ehren von Edward Hanlan, einem kanadischen Ruderweltmeister, der 1884 Australien besuchte, nach dem Ort Toronto in Ontario, Kanada, benannt. Der Name Toronto stammt aus der Mohawk-Sprache und bedeutet „wo Bäume im Wasser stehen“.
Die Eröffnung der Great Northern Railway förderte die Entwicklung der Stadt maßgeblich. Im Jahr 1920 besuchte der Prince of Wales (der spätere Edward VIII.) Toronto mit dem Zug.

## Bevölkerung

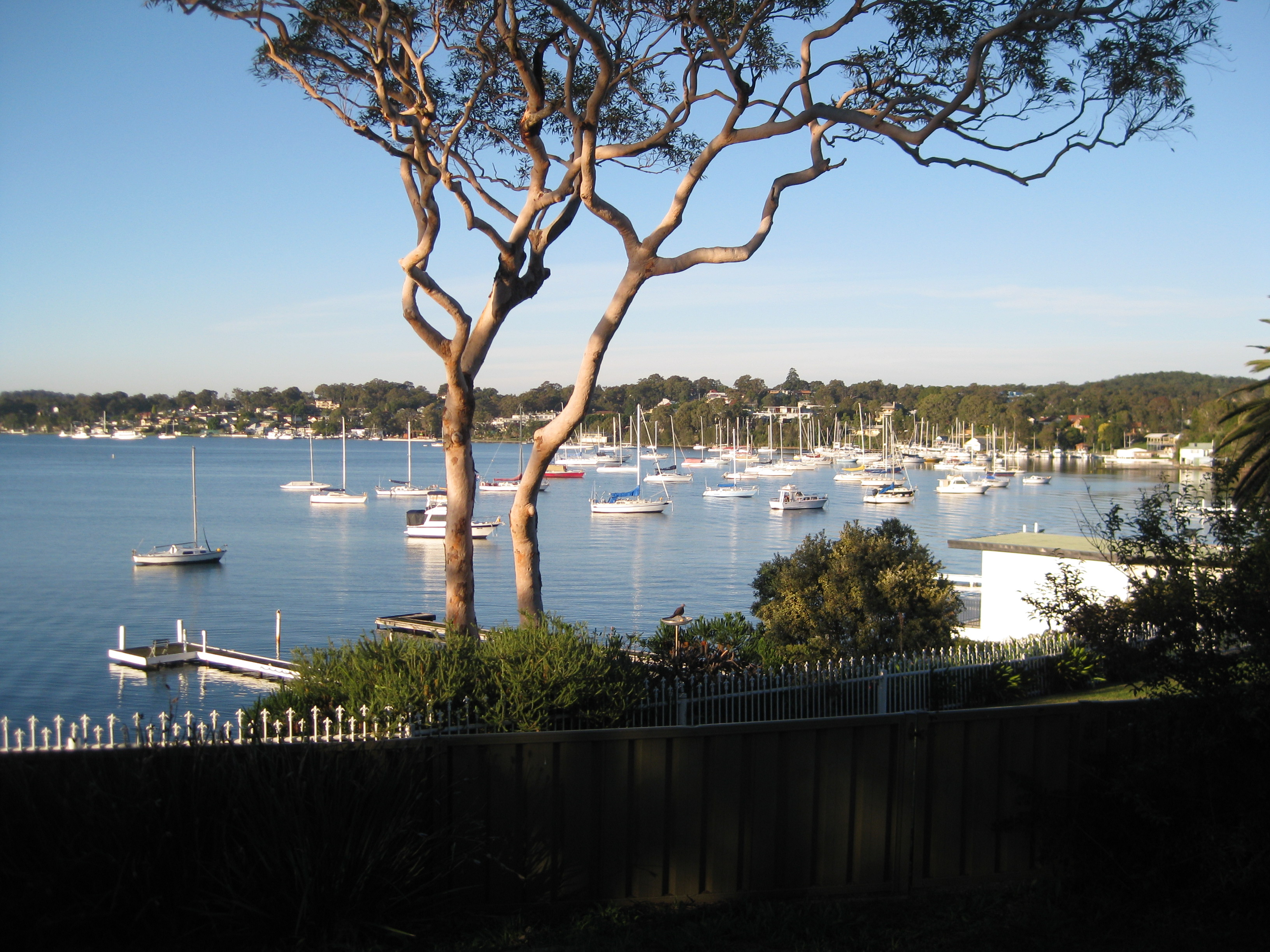
Lake Macquarie in Toronto (2009)

Bei der Volkszählung 2021 wurden 5973 Einwohner gezählt. 8,3 % der Bevölkerung sind Aborigines oder Torres-Strait-Insulaner. 82,4 % wurden in Australien geboren, danach folgt England mit 3,5 %. 89,3 % sprechen zu Hause nur Englisch.
41,7 % der Einwohner haben keine Religion, 16,6 % sind Anglikaner und 15,3 % sind Katholiken.

## Infrastruktur
Toronto verfügt über drei öffentliche Schulen (Toronto High School, Toronto Primary School und Biraban Public School) sowie drei Privatschulen (Charlton Christian College, St. Joseph's Primary School und Toronto Adventist Primary School).
Der Ort verfügt über eine Poliklinik, ein privates Krankenhaus, eine Ambulanzstation und ein Ärztezentrum.
Zudem gibt es eine Polizeistation, eine Feuerwehr und ein Gericht.

## Bedeutende Orte

### The Boulevarde
Die Hauptgeschäftsstraße heißt The Boulevarde und beginnt an der Uferpromenade. Sie erstreckt sich 1,2 Kilometer westwärts und bildet die Einkaufsstraße der Stadt. Zwischen Uferpromenade und Cary Street liegt der wichtigste Einzelhandelsbereich mit vielen Läden.

### Victory Parade
Das Kriegerdenkmal wurde 1922 an der Victory Parade enthüllt. Es musste mehrfach versetzt werden, zuletzt in den Goffet Park. Es ist Mittelpunkt der Gedenkfeiern am ANZAC Day und Remembrance Day.
Das Victory Theatre, 1922 eröffnet und 1961 geschlossen, stand gegenüber dem Bahnhof. Das Gebäude wurde in den 1990er Jahren durch einen Brand zerstört.

## Religion
In Toronto gibt es zahlreiche Kirchen verschiedener Konfessionen, darunter:
- New Day Christian Church (Foursquare Church of Australia)
- Christ the King Anglican Church
- Kirche Jesu Christi der Heiligen der Letzten Tage
- Königreichssaal der Zeugen Jehovas
- Goodlife Church Toronto
- Living Word Lakeside Church (Pfingstgemeinde)
- St. Joseph’s Catholic Church
- Toronto Seventh-Day Adventist Church
- Toronto Uniting Church
- Toronto Baptist Church
- Westlakes Independent Baptist Church

## Verkehr

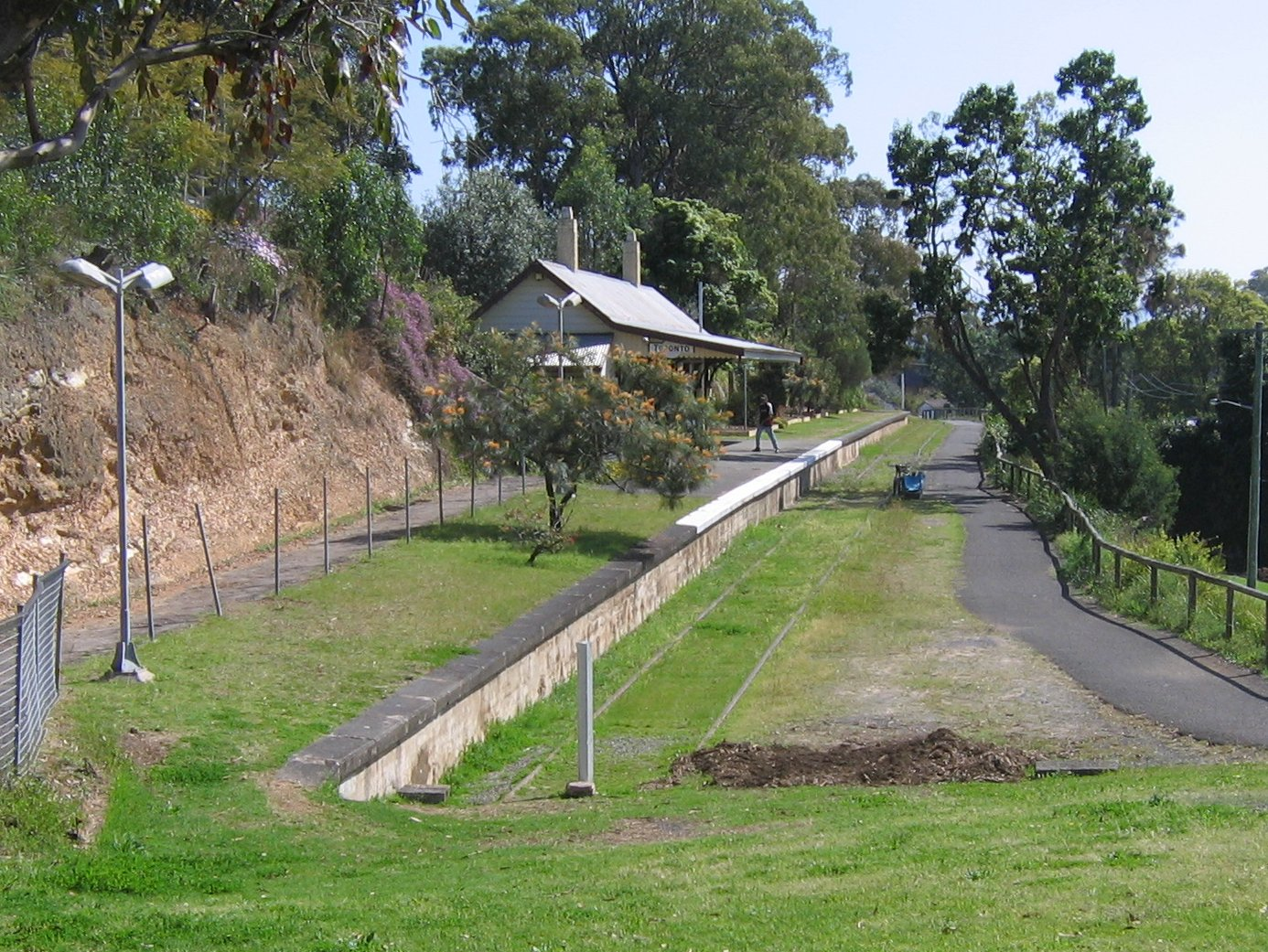
Geschlossener Bahnhof

Toronto ist ein zentraler Verkehrsknotenpunkt am westlichen Ufer des Lake Macquarie. Das Gebiet wird durch die privat betriebene Busgesellschaft Hunter Valley Buses erschlossen.
Bis März 1990 war Toronto über eine Bahnlinie – die sogenannte Toronto Line – an das Schienennetz angebunden. Aufgrund geringer Fahrgastzahlen wurde der Zugverkehr eingestellt. Seither verbindet ein Bus Toronto mit dem Bahnhof Fassifern, von dem aus Zugverbindungen nach Sydney, Newcastle und mit dem Fernzug XPT nach Brisbane bestehen.
Toronto ist außerdem gut ans Straßennetz angebunden. Der Sydney-Newcastle Freeway (M1) ist in etwa acht Minuten erreichbar.

## Sport
Wassersport ist in Toronto sehr beliebt. Entlang des Ufers befinden sich der Royal Motor Yacht Club und der Toronto Amateur Sailing Club. 
Toronto wird im regionalen Sport durch mehrere Mannschaften vertreten:
- Toronto Awaba Stags FC (Fußball) in der Northern NSW Football League
- Macquarie Scorpions (Rugby) in der Newcastle Rugby League
- Toronto Workers Kookaburras (Cricket) in der regionalen Cricket-Liga

Der Toronto Netball Club ist Teil der Westlakes Netball Association.
Bekannte Sportler aus Toronto sind unter anderem der Segel-Olympiasieger Nathan Outteridge, der beim Toronto Amateur Sailing Club trainierte, sowie der Golfspieler Nathan Green, der 2009 die Canadian Open gewann.